# Frankenstein (DC Comics)
Frankenstein è un personaggio dei fumetti creato da Edmond Hamilton e Bob Kane nel 1948 e protagonista di una omonima serie a fumetti pubblicata dalla DC Comics negli Stati Uniti d'America. È basato sul personaggio del mostro di Frankenstein protagonista del romanzo Frankenstein, o il moderno Prometeo di Mary Shelley, ma fisicamente e mentalmente è più somigliante alla rappresentazione classica della Universal Pictures.

## Storia del personaggio
Fu creato nel 1948 in una storia di Batman su Detective Comics n. 135; successivamente venne utilizzato come soggetto anche da Len Wein come "Spawn of Frankenstein", in cui il mostro cadde sotto l'influenza di Dracula e con lui combatté spesso contro Superman, Batman o lo Straniero Fantasma.
L'ultima rivisitazione di Frankenstein è stata opera di Grant Morrison e Doug Mahnke nel 2006 all'interno del progetto Sette Soldati della Vittoria, dove agiva per conto della Super Human Advanced Defense Executive (S.H.A.D.E.). In questa versione appare anche nella miniserie Crisi infinita.

## Poteri e abilità
La caratteristica più conosciuta di Frankenstein è la sua forza, infatti riesce a sollevare oltre 100 tonnellate, facendolo rientrare nella categoria dei supereroi dotati di forza incalcolabile dell'Universo DC. Una volta trascinò l'intera isola di Manhattan e un'altra volta riuscì a spostare la Terra.